# Хвесин, Тихон Серафимович
Ти́хон Серафи́мович Хвесин (9 (21) сентября 1894, Оренбург, Российская империя — 10 февраля 1938, Москва, РСФСР) — советский военный и государственный деятель, председатель Саратовского крайисполкома (1935—1936).

## Биография
Родился в еврейской семье портного.
В 1911 году вступил в РСДРП. В 1916 году был арестован, приговорён к ссылке. Ссылка была заменена службой в армии.
Во время Первой мировой войны дослужился до унтер-офицера. В 1918 году стал военкомом Саратовской губернии.
В годы Гражданской войны командовал многими войсковыми соединениями: в сентябре-ноябре 1918 — 4-й армией Восточного фронта, в марте-мае 1919 — 8-й армией Южного фронта, в мае-июне 1919 года возглавлял Экспедиционную группу, подавлявшую казачьи восстания на Дону, затем был помощником командующего Оренбургской группой войск и 1-й армией, в 1920 году — помощником командующего Особой группы войск Туркестанского фронта, затем был переброшен на Польский фронт, где стал командующим Мозырской группы.
В 1921—1923 годах был помощником командующего Приуральским военным округом, в 1922—1923 годах — начальником Главного управления милиции, с 1924 года работал в гражданских учреждениях.
В начале 1931 года назначен членом президиума Госплана СССР. В августе 1931 становится первым зампредом Моссовета.
С 1934 года является председателем оргкомитета ВЦИК по Саратовскому краю, а в январе 1935 — январе 1936 года — председатель исполкома Саратовского областного Совета.
Затем — до сентября 1937 года являлся первым заместителем наркома коммунального хозяйства РСФСР.
23 сентября 1937 года был арестован и обвинён в участии в контрреволюционной террористической организации. Военная коллегия Верховного суда СССР 8 февраля 1938 года приговорила его к расстрелу. Приговор был приведён в исполнение 10 февраля 1938. 5 октября 1955 года Т. С. Хвесин был посмертно реабилитирован.

## Сочинения
- Как организуется и работает промышленность во время войны. М.— Л., 1928.

## Память
- В честь Хвесина Т. С. в 1976 году названа улица в Саратове.
- Улица в Хвалынске.